# غاليانو دل كابو
غاليانو دل كابو (بالإيطالية: Gagliano del Capo)‏ هي بلدة وبلدية في مقاطعة ليتشي في إقليم بوليا في جنوب إيطاليا.

## السكان
في سنة 1861 بلغ عدد السكان 1٬954 نسمة، وتطور العدد ليصل في سنة 2011 لـ 5٬402 نسمة.
يظهر هذا المخطط البياني تطور النمو السكاني لـ غاليانو دل كابو

## أعلام
- جيانماركو انغروسو